# Oligota exigua
Oligota exigua är en skalbaggsart som beskrevs av Thomas Say 1839. Oligota exigua ingår i släktet Oligota och familjen kortvingar. Inga underarter finns listade i Catalogue of Life.